# 28 de mayo
28 de mayo (o Yacuambi, o San José de Yacuambi) è una parrocchia urbana dell'Ecuador, capoluogo del cantone di Yacuambi, nella provincia di Zamora Chinchipe.